# 鳥飼恒男
鳥飼 恒男（とりかい つねお、旧字体：鳥飼󠄁 恆男、1895年〈明治28年〉1月13日 - 没年不明）は、日本陸軍の軍人。陸士29期、陸大専科3期。最終階級は大佐。

## 経歴
鳥取県東伯郡出身。旧制中学を経て陸軍士官学校に入学。1930年代は、朝鮮半島茂山、倉吉市での勤務。その後、1941年から南京で江寧部隊に所属。江寧部隊とは、支那派遣軍総司令部により設立され、大学出身者の将校を教育する部隊であった。
その後は1943年に第138連隊長。
太平洋戦争では、インドシナ半島ビルマ方面で、第15軍司令官の牟田口廉也中将が建てた最大の作戦だったインパール作戦（ウ号作戦）に参加。1944年3月、第31師団・佐藤幸徳師団長隷下第31歩兵団長・宮崎繁三郎少将所属中突進隊第138連隊長として出陣。左突進隊は、第31歩兵団長宮崎少将が、右突進隊は第138連隊第3大隊の柴崎大尉が率いていた。
1945年、第138連隊長としてそのまま終戦を迎える。最終階級は陸軍大佐。インドネシアのイギリス軍収容所を経て復員し、戦後は保険会社に就職した。

## 軍歴
- 1917年（大正6年）
  - 5月25日 - 陸軍士官学校卒業（第29期）・見習士官
  - 12月25日 - 陸軍歩兵少尉、歩兵第42連隊附[2]
- 1921年（大正10年）4月1日 - 陸軍歩兵中尉
- 1927年（昭和2年）3月15日 - 陸軍歩兵大尉
- 1928年（昭和3年）8月10日 - 歩兵第73連隊中隊長[3]
- 1931年（昭和6年）9月14日 - 歩兵第73連隊附[4]
- 1935年（昭和10年）8月1日 - 陸軍歩兵少佐
- 1936年（昭和11年） - 陸軍大学校専科卒業（第3期）
- 1941年（昭和16年）
  - 4月18日 - 支那派遣軍特務教育隊学生隊長
  - 10月15日 - 陸軍大佐
- 1943年（昭和18年）1月14日 - 歩兵第138連隊長

## 親族
- 長男 鳥飼欣一（物理学者）
- 孫 鳥飼行博（東海大学教授）